# Jean d'Ormesson
Jean Bruno Wladimir Francois-de-Paule Lefèvre d'Ormesson, född 16 juni 1925 i Paris, död 5 december 2017, var en fransk romanförfattare och krönikör. Han var ledamot av Franska akademien på stol 12. 
På svenska finns hans självbiografiska bok Gud till behag (1979), översatt av Lennart Linder. Fransk TV har spelat in en serie av boken i 6 avsnitt, regisserad av Paul Savatier.